# 香港影業協會
香港影業協會（Hong Kong Motion Picture Industry Association）是保障和促进电影从业员的权益和福利团体，中国国家版权局委任为指定香港电影作品之版权认证及发证机构。成立於1987年，創辦人包括黎筱娉、馬逢國等。

## 开發

### 電影發展基金[2]
- 香港影片票房報告
- 電影資料庫
- 网上电影版权数据库